# يونايول (شركة)
شركة يونيويل بتروليوم الفلبين المحدودة (بالإنجليزية: Unioil Petroleum Philippines, Inc.)، والمعروفة ببساطة باسم يونيويل (بالإنجليزية: Unioil)، هي شركة نفط فلبينية.

## التاريخ
تأسست شركة يوني أويل بتروليوم الفلبين في عام 1966 على يد عائلة صينية فلبينية كشركة مصنعة وموزعة لزيوت التشحيم بمنشأة في فالينزويلا. توسعت شركة يونيويل لتشمل تجارة الوقود والتوزيع والتجزئة عندما تم تحرير صناعة البترول في الفلبين في عام 1998.
وفي عام 2003، أنشأت شركة يونايول مستودعًا للنفط في مينداناو. تملك الشركة 30 محطة خدمة في هذه الفترة تقريبًا.
لا يزال لدى يونايول 30 محطة خدمة في مترو مانيلا وكافيت وبامبانجا ولاجونا في عام 2012. في فبراير من ذلك العام، تم تقديم معيار الديزل يورو 4 قبل متطلبات وزارة البيئة والموارد الطبيعية [الإنجليزية] لجميع شركات النفط ببيع الديزل بهذا المعيار وما فوق بحلول عام 2016.
في سبتمبر 2017، بدأت شركة يونايول ببيع الديزل المطابق لمعايير يورو 5. في 27 نوفمبر 2017، أعلنت شركة يونيويل أنها أول شركة نفط في الفلبين تفتتح منشأة شحن كهربائي عندما أطلقت محطة خدمة في مدينة كيزون. في هذا الوقت تقريبًا، يوجد 61 محطة خدمة تابعة لشركة يونايول، معظمها في منطقة مانيلا الكبرى. في أواخر عام 2022، افتتحت شركة يونايول محطتها رقم 100 في كافيت.
وفي عام 2024، افتتحت شركة يونايول محطة في سان فرناندو، سيبو. تخطط الشركة لاستخدام المحطة كجزء من توسعها إلى فيساياس ومينداناو.
وفي فبراير 2020، استحوذت على 78.04% من شركة كيمفيل المدرجة في بورصة الفلبين (المعروفة سابقًا باسم الصناعات الكيميائية في الفلبين) كوسيلة إدراج خلفية للاستثمار المحتمل في الصناعات المتعلقة ببرنامج البنية التحتية الحكومي، بما في ذلك على سبيل المثال لا الحصر صناعة معدات البناء.
في فبراير 2025، أعلنت شركة أرامكو السعودية عن استحواذها على حصة 25 في المائة في شركة يونيويل. ويمثل هذا عودة أرامكو إلى السوق الفلبينية بعد أن كانت تمتلك 40% من أسهم شركة بترون من عام 1994 إلى عام 2008. وبفضل هذه الشراكة، ستقدم شركة يونيويل منتجات تحت علامتي أرامكو وفالفولين.
وفي الشهر نفسه، أعلنت شركة يونيويل أيضًا عن بدء عمليات شراكتها الاستراتيجية مع شركة ريبسول الإسبانية. وكجزء من الاتفاقية، استحوذت شركة ريبسول داونتاستريم إنترناشيونال، ش.م.م.، وهي شركة تابعة لشركة ريبسول، على حصة 40% في شركة يونايول زيوت التشحيم (ULI)، وهي الذراع المتخصصة في تصنيع وتوزيع زيوت التشحيم لمجموعة يونايول.

## المواقع

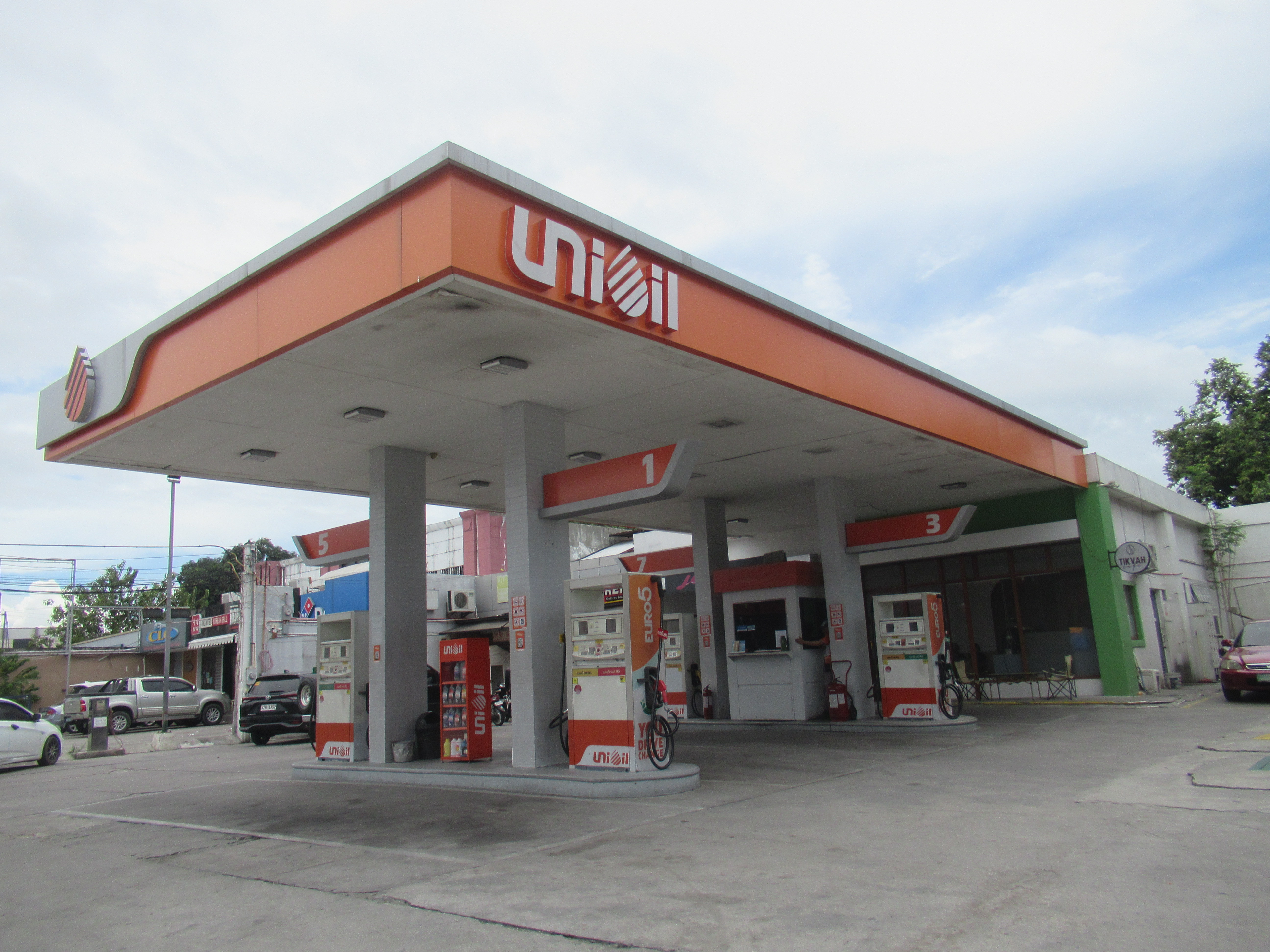
محطة يونايول في سان فرناندو، بامبانجا.

اعتبارًا من فبراير 2025، كان لدى يونايول 165 محطة بيع بالتجزئة وأربع محطات في الفلبين.

## المنتجات والخدمات

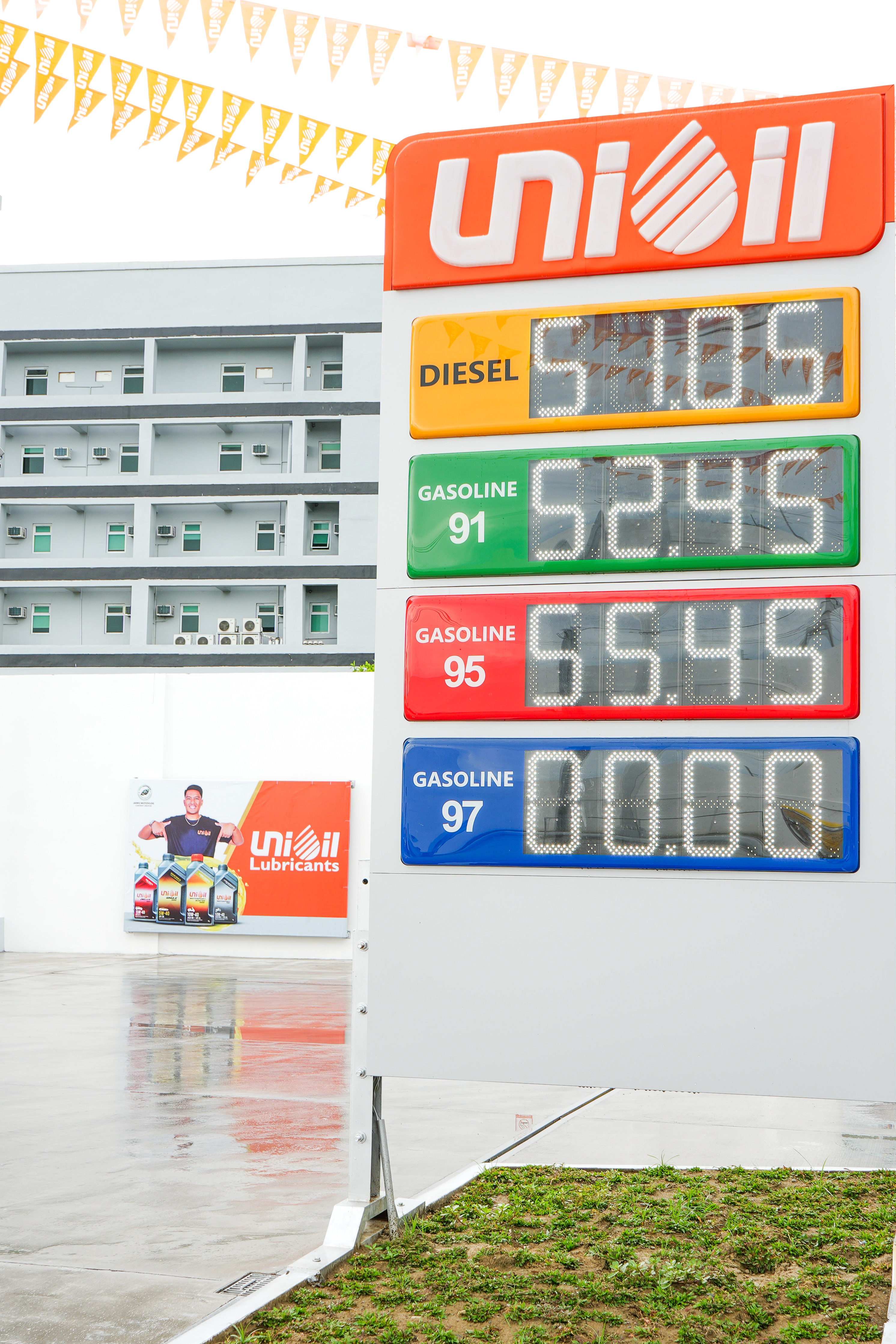
لافتات الأسعار.

تبيع شركة يونايول منتجات البنزين والديزل في محطات الخدمة الخاصة بها والتي تتوافق مع معايير يورو 5 منذ عام 2017. كما يقوم أيضًا بخلط وتوزيع مواد التشحيم، بالإضافة إلى البيتومين والإسفلت. تحتوي بعض محطاتهم أيضًا على مرافق شحن للسيارات الكهربائية.